# 陳同翰
陳同翰（?—?），江蘇省蘇州府長洲縣人，清朝政治人物、同進士出身。
光緒九年（1883年），参加癸未科殿試，登進士三甲7名。同年五月，著以内阁中书。